# Geneva, Nebraska
Geneva är administrativ huvudort i Fillmore County i den amerikanska delstaten Nebraska. Orten har fått sitt namn efter Genève.